# Leichtathletik-Weltmeisterschaften 2011/Kugelstoßen der Frauen

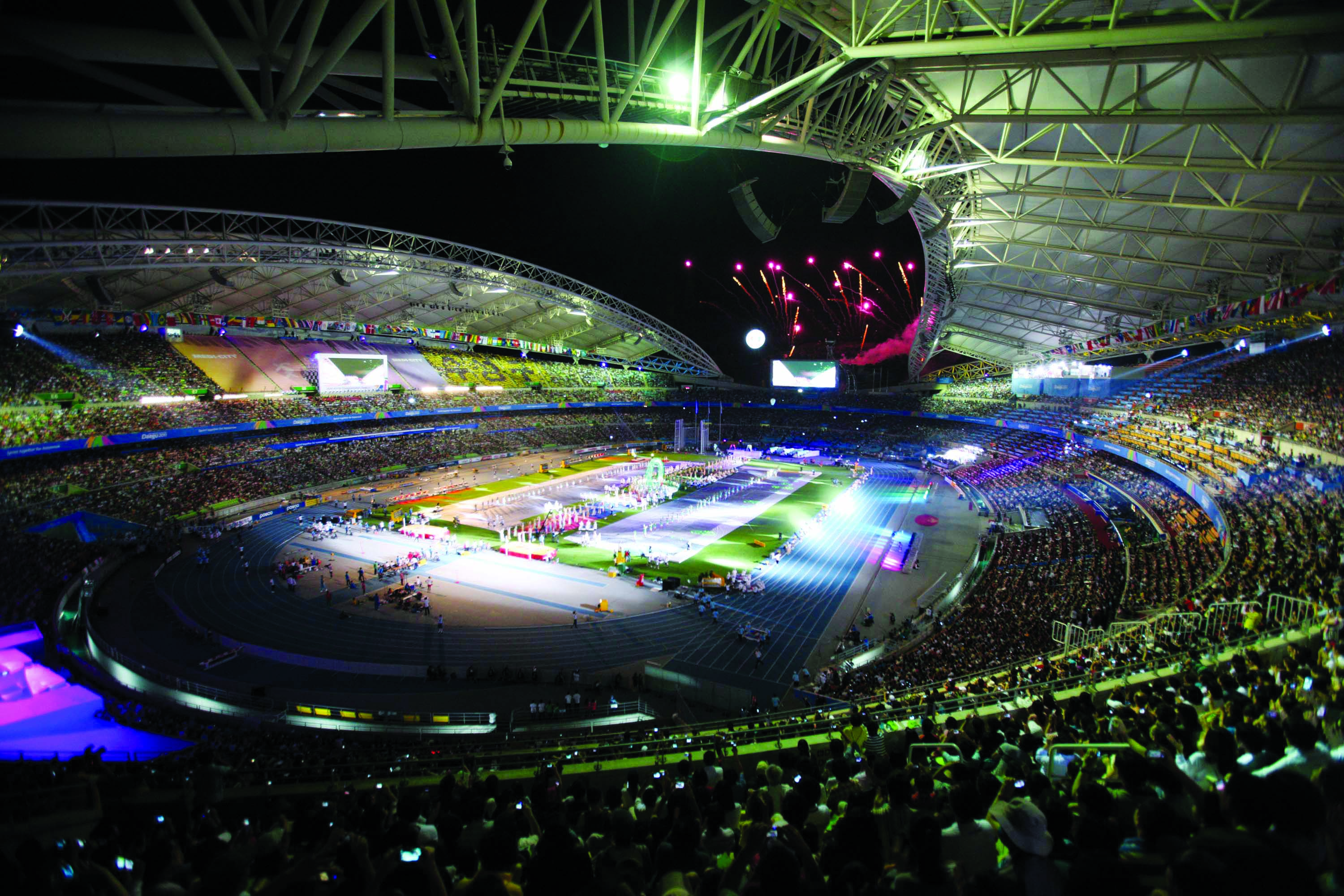
Das Daegu-Stadion im Jahr 2010

Das Kugelstoßen der Frauen bei den Leichtathletik-Weltmeisterschaften 2011 wurde am 29. August 2011 im Daegu-Stadion der südkoreanischen Stadt Daegu ausgetragen.
Ihren dritten Weltmeistertitel nach 2007 und 2009 errang die aktuelle Olympiasiegerin und Vizeweltmeisterin von 2005 Valerie Adams, frühere Valerie Vili, aus Neuseeland. Sie gewann vor der US-Amerikanerin Jillian Camarena-Williams. Bronze ging wie bei den Olympischen Spielen 2008 und den Weltmeisterschaften 2009 an die chinesische Asienmeisterin von 2009 Gong Lijiao.

## Rekorde

### Bestehende Rekorde
| Weltrekord | 22,63 m | Natalja Lissowskaja | Moskau, Sowjetunion (heute Russland) | 7. Juni 1987      |
| WM-Rekord  | 21,24 m | Natalja Lissowskaja | WM 1987 in Rom, Italien              | 5. September 1987 |

### Rekordeinstellung
Die neuseeländische Weltmeisterin Valerie Adams egalisierte im Finale am 29. August den bestehenden Weltmeisterschaftsrekord von 21,24 m.

## Doping
In diesem Wettbewerb gab es zwei Dopingfälle.

- Nadseja Astaptschuk, Belarus, zunächst Zweite. Ihr wurden drei Mal Dopingverstöße während ihrer Karriere als Kugelstoßerin nachgewiesen. Erstmals wurde sie am Tag vor und nach ihrem Sieg bei den Olympischen Spielen 2012 positiv getestet, die Goldmedaille musste sie zurückgeben. Nur wenig später ergab ein Nachtest zu den Weltmeisterschaften 2005 ebenfalls ein positives Ergebnis. Auch dieser Titel wurde ihr aberkannt.[2] Nach Ablauf der im Zusammenhang mit dem Dopingfall 2012 ausgesprochenen Sperre von vier Jahren startete sie bei den Olympischen Spielen 2016 und wurde erneut positiv getestet. Ihre dort zunächst errungene Bronzemedaille musste sie zurückgeben.[3] Im Anschluss wurde unter anderem auch ihr Resultat von den Weltmeisterschaften hier in Daegu gestrichen.[4]
- Anna Omarowa, Russland, zunächst Zehnte. Ihr Ergebnis bei Nachtests zu diesen Weltmeisterschaften im Jahr 2017 war positiv, sie gab den Dopingverstoß zu und wurde für zwei Jahre gesperrt. Ihr Resultat wurde annulliert.[5]

Benachteiligt wurden eine Athletin im Medaillenbereich, eine Teilnehmerin im Finale und eine Wettbewerberin in der Qualifikation. Unter Zugrundelegung der hier erzielten Resultate waren folgende Sportlerinnen betroffen:
- Gong Lijiao, Volksrepublik China – Ihr wurde ihre Bronzemedaille erst nach mehreren Jahren zuerkannt, an der Siegerehrung konnte sie nicht teilnehmen.
- Chiara Rosa, Italien – Ihr hätte als Zwölftplatzierte aus den beiden Qualifikationsgruppen die Teilnahme am Finale zugestanden.
- Michelle Carter, USA – Ihr hätten als Achtplatzierte nach dem Vorkampf im Finale drei weitere Versuche zugestanden.

Die US-Amerikanerin Jillian Camarena-Williams, die ebenfalls mit vielen Jahren Verspätung Silber statt Bronze erhielt, wurde im Juli 2013 bei einer Trainingskontrolle selber des Dopings überführt und für sechs Monate gesperrt. Dies hatte jedoch keine Auswirkungen auf ihr Resultat bei den Weltmeisterschaften hier in Daegu.

## Legende
Kurze Übersicht zur Bedeutung der Symbolik – so üblicherweise auch in sonstigen Veröffentlichungen verwendet:
| – | verzichtet |
| x | ungültig   |

## Qualifikation
29. August 2011, 10:20 Uhr
25 Teilnehmerinnen traten in zwei Gruppen zur Qualifikationsrunde an. Die Qualifikationsweite für den direkten Finaleinzug betrug 18,65 m. Mit dreizehn Athletinnen (hellblau unterlegt) übertrafen diese Marke mehr Sportlerinnen als die für das Finalfeld vorgesehene Mindestanzahl von zwölf Kugelstoßerinnen. Diese Wettbewerberinnen bestritten das am Abend desselben Tages angesetzte Finale.

### Gruppe A

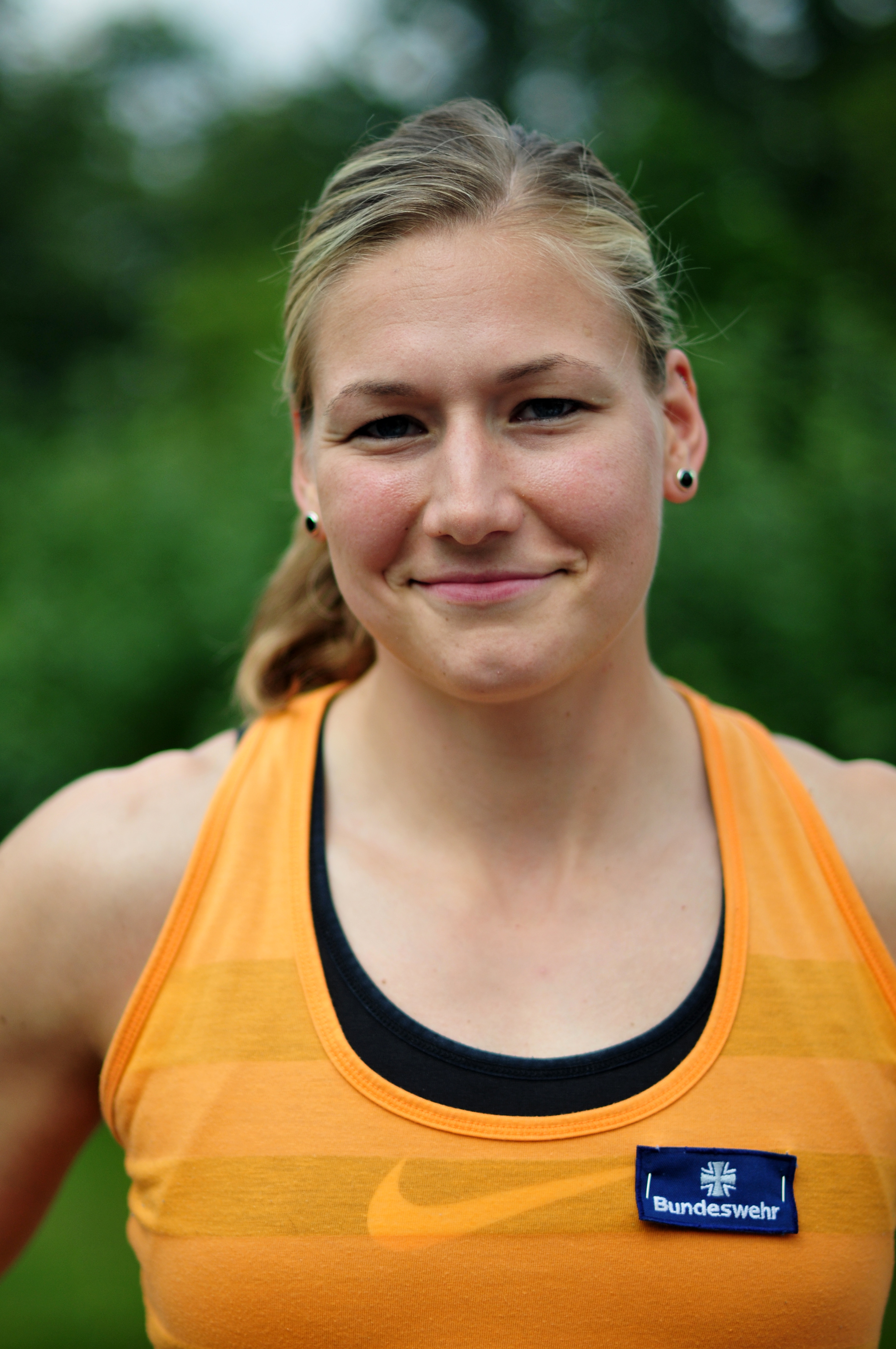
Josephine Terlecki erreichte als Zehnte ihrer Qualifikationsgruppe mit 17,85 m nicht das Finale

| Platz | Name                      | Nation              | Resultat (m) | 1. Versuch (m) | 2. Versuch (m) | 3. Versuch (m) |
| 1     | Valerie Adams             | Neuseeland          | 19,79        | 19,79          | –              | –              |
| 2     | Jillian Camarena-Williams | USA                 | 19,09        | 19,09          | –              | –              |
| 3     | Cleopatra Borel-Brown     | Trinidad und Tobago | 18,95        | 18,20          | 18,41          | 18,95          |
| 4     | Anna Awdejewa             | Russland            | 18,92        | 18,32          | 18,33          | 18,92          |
| 5     | Natallja Michnewitsch     | Belarus             | 18,88        | 18,88          | –              | –              |
| 6     | Nadine Kleinert           | Deutschland         | 18,75        | 18,75          | –              | –              |
| 7     | Li Ling                   | Volksrepublik China | 18,67        | 18,67          | –              | –              |
| 8     | Misleydis González        | Kuba                | 18,24        | 18,24          | 17,96          | 17,83          |
| 9     | Julie Labonté             | Kanada              | 18,04        | 17,66          | 18,04          | x              |
| 10    | Josephine Terlecki        | Deutschland         | 17,85        | 17,85          | 17,72          | 17,20          |
| 11    | Sarah Walker              | USA                 | 17,20        | 16,50          | x              | 17,20          |
| 12    | Radoslawa Mawrodiewa      | Bulgarien           | 15,76        | x              | 15,76          | x              |

### Gruppe B
| Platz | Name                | Nation              | Resultat (m) | 1. Versuch (m) | 2. Versuch (m) | 3. Versuch (m) | Anmerkung                              |
| 1     | Gong Lijiao         | Volksrepublik China | 19,21        | 19,21          | –              | –              |                                        |
| 2     | Christina Schwanitz | Deutschland         | 19,20        | 19,20          | –              | –              |                                        |
| 3     | Jewgenija Kolodko   | Russland            | 18,90        | 18,58          | 18,90          | –              |                                        |
| 4     | Michelle Carter     | USA                 | 18,85        | 18,85          | –              | –              |                                        |
| 5     | Chiara Rosa         | Italien             | 18,28        | 17,69          | 18,27          | 18,28          | eigentlich für das Finale qualifiziert |
| 6     | Mailín Vargas       | Kuba                | 18,27        | x              | 18,27          | x              |                                        |
| 7     | Liu Xiangrong       | Volksrepublik China | 18,22        | 17,59          | 17,96          | 18,22          |                                        |
| 8     | Natalia Duco        | Chile               | 17,42        | 17,42          | x              | 17,42          |                                        |
| 9     | Anita Márton        | Ungarn              | 17,04        | x              | 16,33          | 17,04          |                                        |
| 10    | Lee Mi-young        | Südkorea            | 16,18        | 16,08          | 16,18          | 15,96          |                                        |
| 11    | Simoné du Toit      | Südafrika           | 15,83        | 15,83          | x              | x              |                                        |
| DOP   | Nadseja Astaptschuk | Belarus             | 19,11        | 19,11          | –              | –              | für das Finale zugelassen              |
| DOP   | Anna Omarowa        | Russland            | 19,03        | 17,86          | 18,01          | 19,03          | für das Finale zugelassen              |

In Qualifikationsgruppe B ausgeschiedene Kugelstoßerinnen:

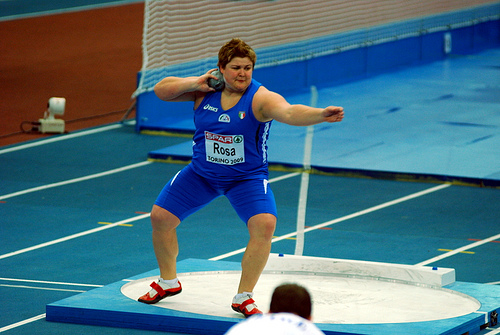
Chiara Rosa wurde durch zwei gedopte Teilnehmerinnen um ihre Finalteilnahme gebracht
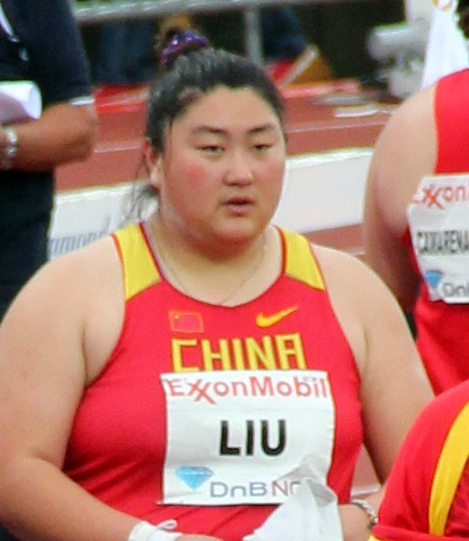
Liu Xiangrong Rang sieben mit 18,22 m
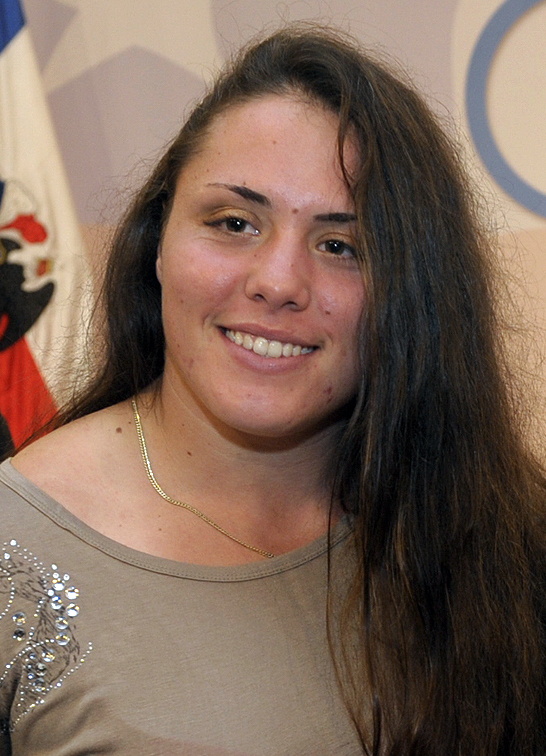
Natalia Duco Rang acht mit 17,42 m
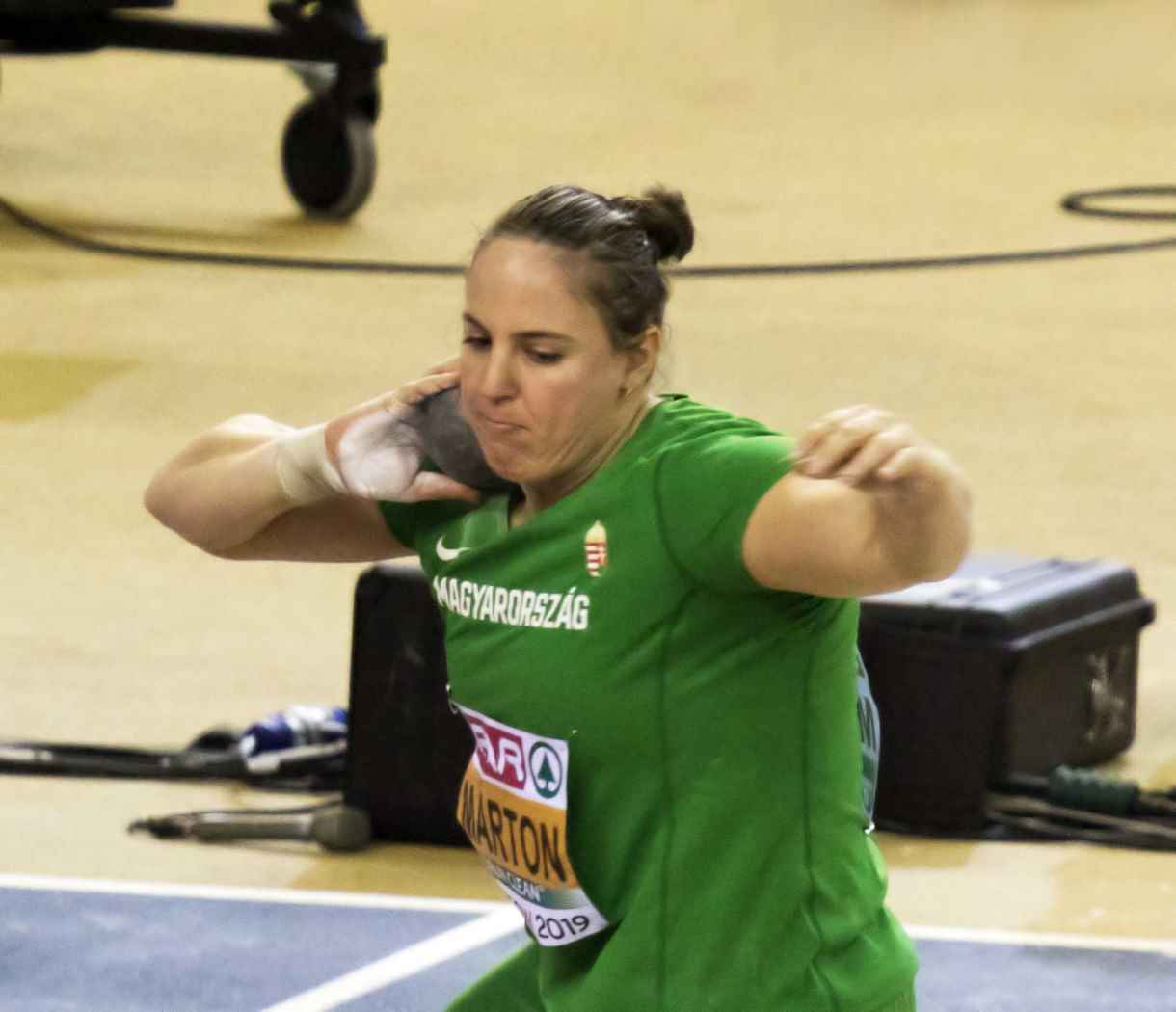
Anita Márton Rang neun mit 17,04 m

## Finale
29. August 2011, 20:40 Uhr
| Platz | Name                      | Nation              | Resultat (m) | 1. Versuch (m) | 2. Versuch (m) | 3. Versuch (m) | 4. Versuch (m)                                   | 5. Versuch (m)                                   | 6. Versuch (m)                                   |                                                  |
| 1     | Valerie Adams             | Neuseeland          | 21,24 CRe    | 19,37          | x              | 20,04          | 20,72                                            | x                                                | 21,24                                            |                                                  |
| 2     | Jillian Camarena-Williams | USA                 | 20,02        | 19,63          | 18,53          | 19,24          | 20,02                                            | 18,80                                            | 19,44                                            |                                                  |
| 3     | Gong Lijiao               | Volksrepublik China | 19,97        | 19,64          | x              | x              | 19,82                                            | 19,97                                            | x                                                |                                                  |
| 4     | Jewgenija Kolodko         | Russland            | 19,78        | 18,42          | 18,28          | 19,78          | x                                                | x                                                | 19,26                                            |                                                  |
| 5     | Li Ling                   | Volksrepublik China | 19,71        | 19,12          | 19,71          | 19,23          | 19,60                                            | 19,50                                            | 19,49                                            |                                                  |
| 6     | Anna Awdejewa             | Russland            | 19,54        | 18,80          | 18,65          | 19,16          | 18,96                                            | 19,54                                            | 18,51                                            |                                                  |
| 7     | Nadine Kleinert           | Deutschland         | 19,26        | 19,26          | x              | 18,83          | x                                                | x                                                | –                                                |                                                  |
| 8     | Michelle Carter           | USA                 | 18,76        | 18,76          | x              | 18,13          | eigentlich zu drei weiteren Stößen berechtigt    | eigentlich zu drei weiteren Stößen berechtigt    | eigentlich zu drei weiteren Stößen berechtigt    |                                                  |
| 9     | Natallja Michnewitsch     | Belarus             | 18,47        | 18,44          | x              | 18,47          | nicht im Finale der besten acht Kugelstoßerinnen | nicht im Finale der besten acht Kugelstoßerinnen | nicht im Finale der besten acht Kugelstoßerinnen |                                                  |
| 10    | Christina Schwanitz       | Deutschland         | 17,96        | 17,96          | x              | x              | nicht im Finale der besten acht Kugelstoßerinnen | nicht im Finale der besten acht Kugelstoßerinnen | nicht im Finale der besten acht Kugelstoßerinnen |                                                  |
| 11    | Cleopatra Borel-Brown     | Trinidad und Tobago | 17,62        | x              | 17,62          | 17,53          | nicht im Finale der besten acht Kugelstoßerinnen | nicht im Finale der besten acht Kugelstoßerinnen | nicht im Finale der besten acht Kugelstoßerinnen |                                                  |
| DOP   | Nadseja Astaptschuk       | Belarus             | 20,05        | 19,58          | 19,34          | 19,87          | 19,87                                            | 20,05                                            | 19,60                                            |                                                  |
| DOP   | Anna Omarowa              | Russland            | 18,67        | 18,67          | x              | x              | nicht im Finale der besten acht Kugelstoßerinnen | nicht im Finale der besten acht Kugelstoßerinnen | nicht im Finale der besten acht Kugelstoßerinnen | nicht im Finale der besten acht Kugelstoßerinnen |

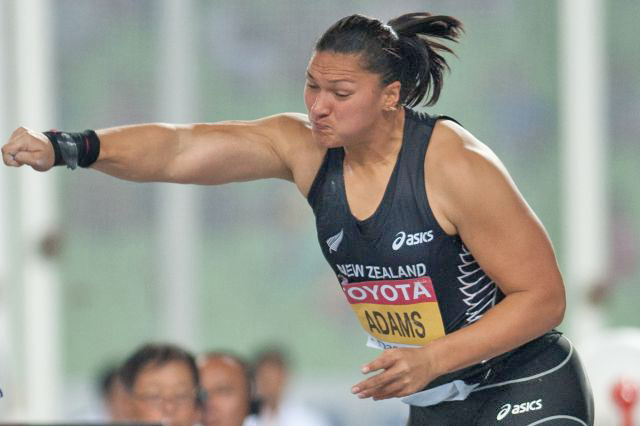
Dritter WM-Titel in Folge unter Einstellung des Meisterschaftsrekords für Valerie Adams
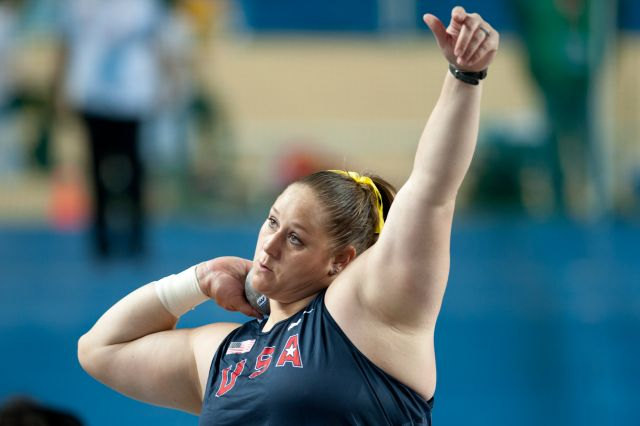
Vizeweltmeisterin Jillian Camarena-Williams
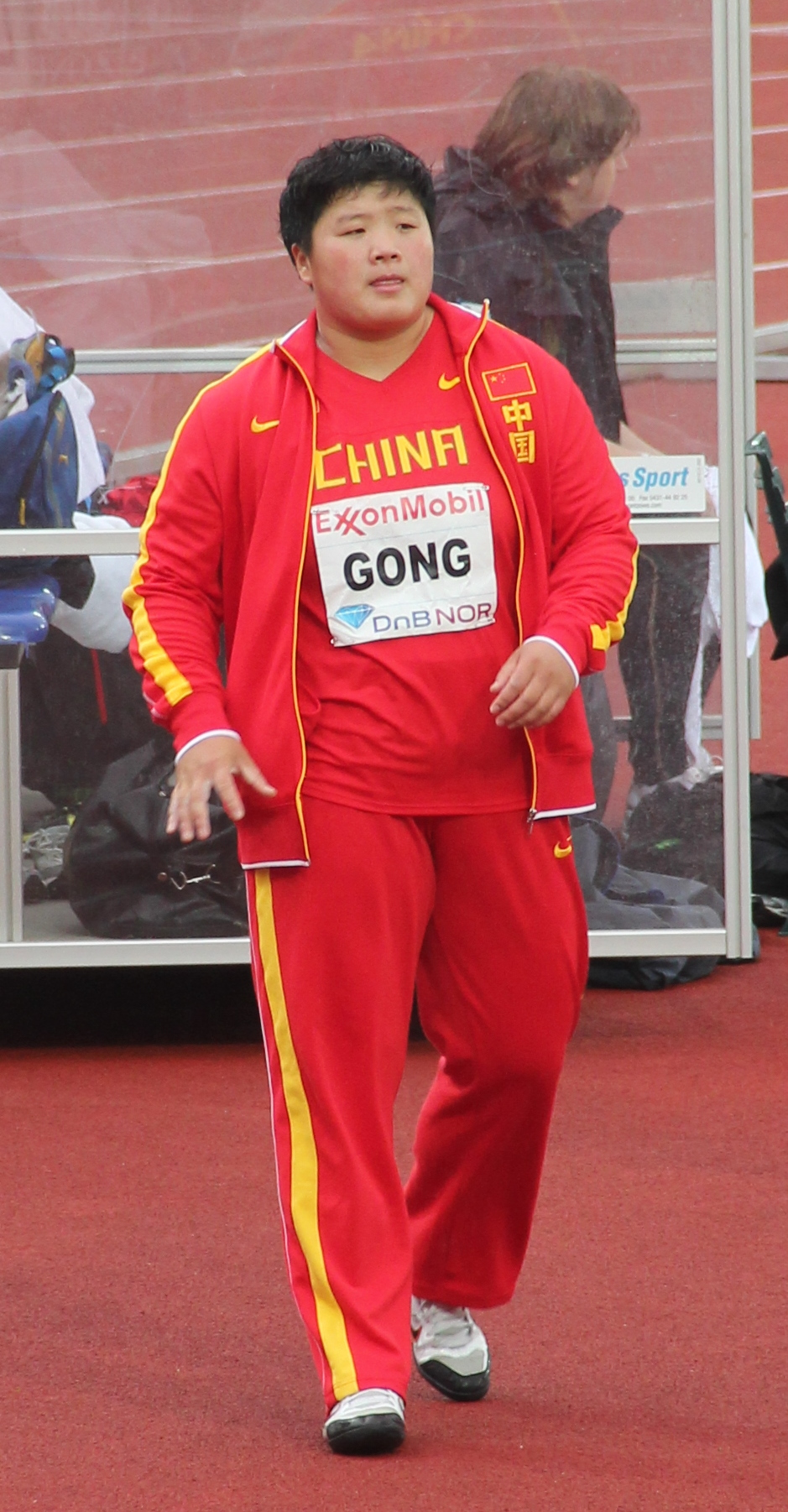
Bronzemedaillengewinnerin Gong Lijiao, die auch Olympiabronze 2008 und WM-Bronze 2009 errungen hatte
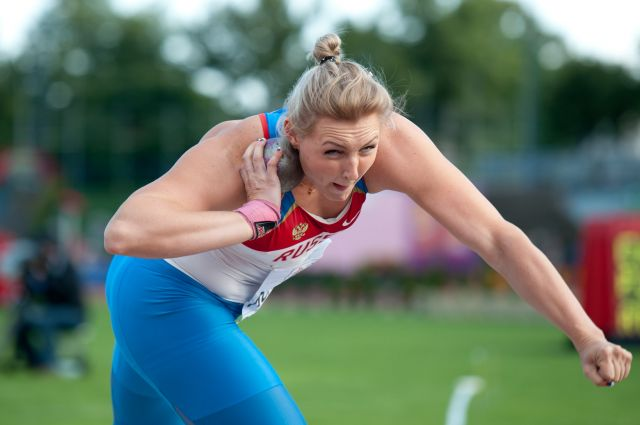
Rang vier für Jewgenija Kolodko
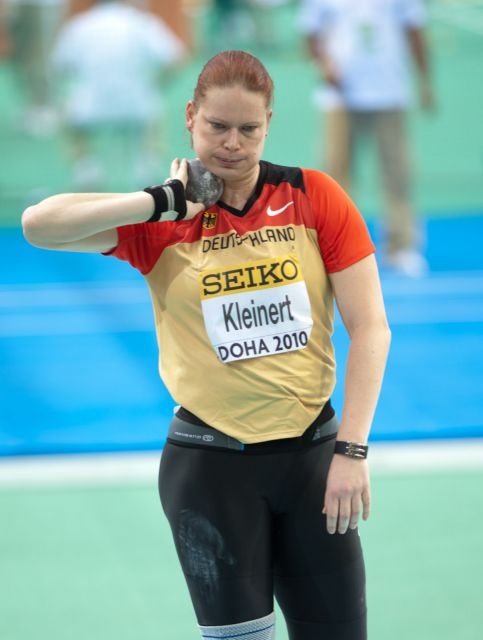
Die vierfache Vizeweltmeisterin (1999/2001/2007/2009) und Olympiazweite von 2004 Nadine Kleinert belegte Rang sieben
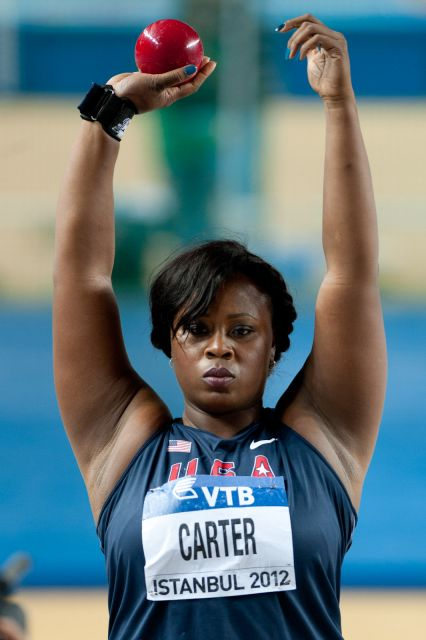
Die achtplatzierte Michelle Carter wurde durch zwei gedopte Wettbewerberinnen um drei Versuche gebracht
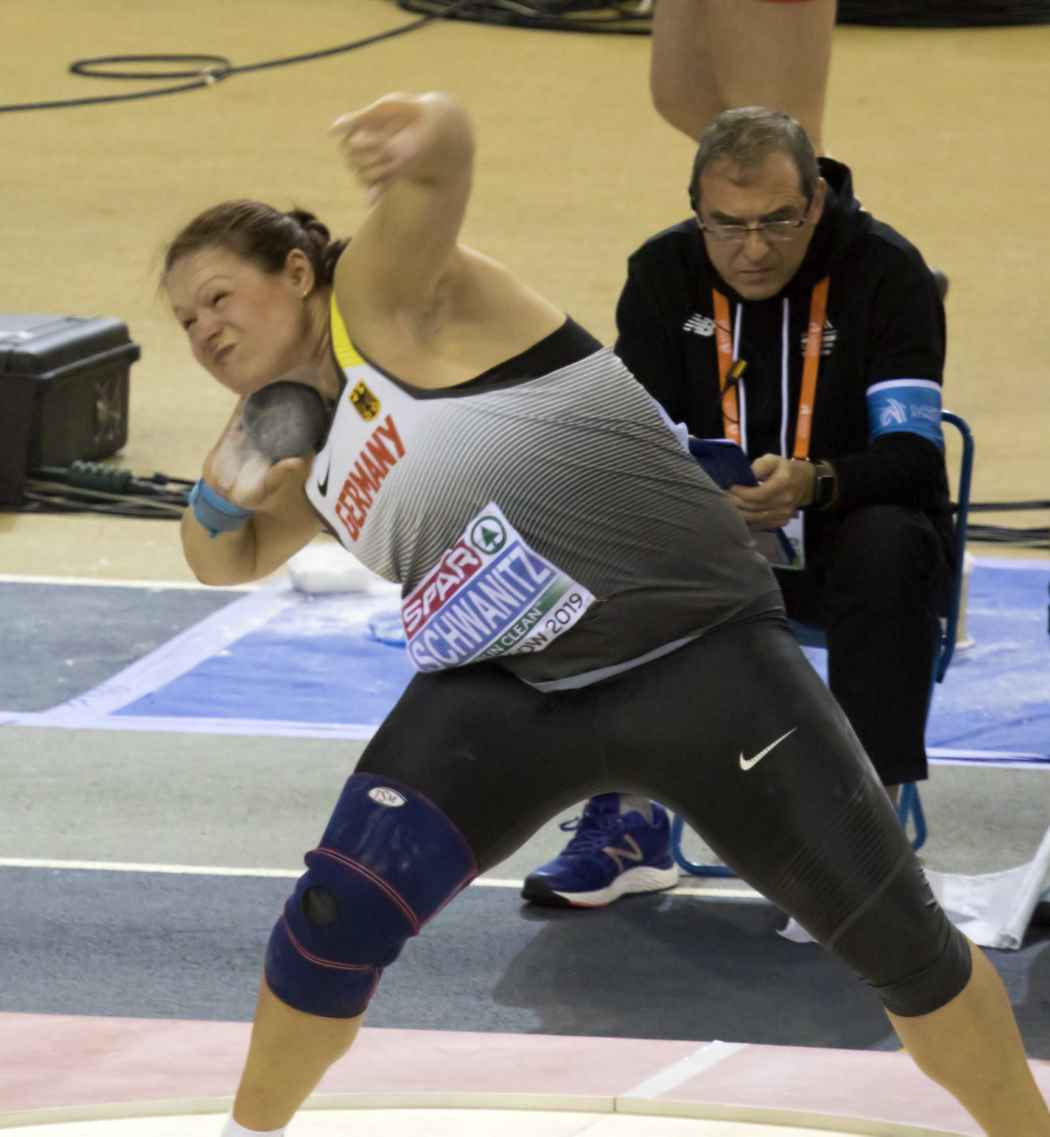
Christina Schwanitz erreichte Platz zehn
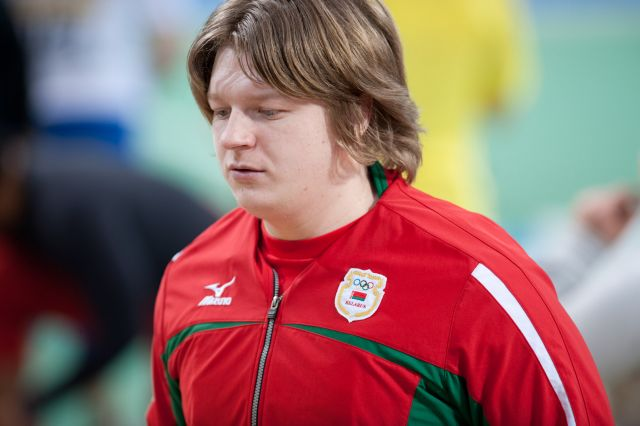
Dopingbetrügerin Nadseja Astaptschuk

## Video
- Valerie Adams, 21,24 en Daegu 2011. HD, youtube.com, abgerufen am 12. Januar 2021